# Virignin
Virignin település Franciaországban, Ain megyében. Lakosainak száma 1122 fő (2022. január 1.). Virignin Belley, Brens, La Balme, Yenne és Parves et Nattages községekkel határos.

## Népesség
A település népessége az elmúlt években az alábbi módon változott:
| Lakosok száma | 394  | 517  | 550  | 725  | 997  | 1064 | 1097 | 1112 | 1118 | 1122 |
|               | 1968 | 1982 | 1990 | 2006 | 2013 | 2015 | 2017 | 2019 | 2020 | 2022 |